# Isòtops del manganès
El manganès (Mn) natural està compost per 1 isòtop estable; el 55Mn. S'han caracteritzat 18 radioisòtops sent els més estables, el 53Mn amb un període de semidesintegració de 3.7 milions d'anys, el 54Mn amb un període de semidesintegració de 312.3 dies, i el 52Mn amb un període de semidesintegració de 5.591 dies. La resta d'isòtops radioactius tenen un període de semidesintegració de menys de 3 hores i la majoria d'ells tenen períodes de semidesintegració de menys d'1 minut. Aquest element també té tres isòmers nuclears.
El manganès és part del grup d'elements del ferro, aquests elements es pensa que s'han sintetitzat en estels grans poc abans d'una explosió de supernova. El 53Mn es desintegra a 53Cr amb un període de semidesintegració de 3,7 milions d'anys. A causa del seu petit període de semidesintegració, el 53Mn només existeix en petitíssimes quantitats a causa de l'acció dels raigs còsmics sobre el ferro de les roques. Els continguts isotòpics del manganès es combinen amb els continguts isotòpics del crom i tenen aplicació en geologia isotòpica o datació radiomètrica. Les ràtios isotòpiques de Mn-Cr reforça l'evidència del 26Al i el 107Pd en la història primerenca del sistema solar. Les variacions en el 53Cr/52Cr i Mn/Cr de diversos meteorits indiquen una ràtio inicial de l 53Mn/55Mn que suggereix que la sistemàtica isotòpica del rMn-Cr resulta de la desintegració in situ del 53Mn en cossos planetaris diferenciats. El 53Mn proporciona una prova addicional per als processos de nucleosíntesi immediatament anterior a la formació del sistema solar.
Els isòtops de manganès varien en pes atòmic de 46 u (46Mn) a 65 u (65Mn). El mode de desintegració primari abans de l'isòtop estable més abundant, el, 55Mn, és captura electrònica i el mode primari per als posteriors és l'emissió beta.

Massa atòmica estàndard: 54.938045(5) u

## Taula
| Símbol del núclid | Z(p)                | N(n)                | massa isotòpica(u)  | període de semidesintegració | Espín nuclear | composició isotòpics representativa (fracció molar) | rang de variació natural (fracció molar) |
| Símbol del núclid | energia d'excitació | energia d'excitació | energia d'excitació | període de semidesintegració | Espín nuclear | composició isotòpics representativa (fracció molar) | rang de variació natural (fracció molar) |
| ----------------- | ------------------- | ------------------- | ------------------- | ---------------------------- | ------------- | --------------------------------------------------- | ---------------------------------------- |
| 44Mn              | 25                  | 19                  | 44.00687(54)#       | <105 ns                      | (2-)#         |                                                     |                                          |
| 45Mn              | 25                  | 20                  | 44.99451(32)#       | <70 ns                       | (7/2-)#       |                                                     |                                          |
| 46Mn              | 25                  | 21                  | 45.98672(12)#       | 37(3) ms                     | (4+)          |                                                     |                                          |
| 46mMn             | 150(100)# keV       | 150(100)# keV       | 150(100)# keV       | 1# ms                        | 1-#           |                                                     |                                          |
| 47Mn              | 25                  | 22                  | 46.97610(17)#       | 100(50) ms                   | 5/2-#         |                                                     |                                          |
| 48Mn              | 25                  | 23                  | 47.96852(12)        | 158.1(22) ms                 | 4+            |                                                     |                                          |
| 49Mn              | 25                  | 24                  | 48.959618(26)       | 382(7) ms                    | 5/2-          |                                                     |                                          |
| 50Mn              | 25                  | 25                  | 49.9542382(11)      | 283.29(8) ms                 | 0+            |                                                     |                                          |
| 50mMn             | 229(7) keV          | 229(7) keV          | 229(7) keV          | 1.75(3) min                  | 5+            |                                                     |                                          |
| 51Mn              | 25                  | 26                  | 50.9482108(11)      | 46.2(1) min                  | 5/2-          |                                                     |                                          |
| 52Mn              | 25                  | 27                  | 51.9455655(21)      | 5.591(3) d                   | 6+            |                                                     |                                          |
| 52mMn             | 377.749(5) keV      | 377.749(5) keV      | 377.749(5) keV      | 21.1(2) min                  | 2+            |                                                     |                                          |
| 53Mn              | 25                  | 28                  | 52.9412901(9)       | 3.74(4)E+6 a                 | 7/2-          |                                                     |                                          |
| 54Mn              | 25                  | 29                  | 53.9403589(14)      | 312.03(3) d                  | 3+            |                                                     |                                          |
| 55Mn              | 25                  | 30                  | 54.9380451(7)       | ESTABLE                      | 5/2-          | 1.0000                                              |                                          |
| 56Mn              | 25                  | 31                  | 55.9389049(7)       | 2.5789(1) h                  | 3+            |                                                     |                                          |
| 57Mn              | 25                  | 32                  | 56.9382854(20)      | 85.4(18) s                   | 5/2-          |                                                     |                                          |
| 58Mn              | 25                  | 33                  | 57.93998(3)         | 3.0(1) s                     | 1+            |                                                     |                                          |
| 58mMn             | 71.78(5) keV        | 71.78(5) keV        | 71.78(5) keV        | 65.2(5) s                    | (4)+          |                                                     |                                          |
| 59Mn              | 25                  | 34                  | 58.94044(3)         | 4.59(5) s                    | (5/2)-        |                                                     |                                          |
| 60Mn              | 25                  | 35                  | 59.94291(9)         | 51(6) s                      | 0+            |                                                     |                                          |
| 60mMn             | 271.90(10) keV      | 271.90(10) keV      | 271.90(10) keV      | 1.77(2) s                    | 3+            |                                                     |                                          |
| 61Mn              | 25                  | 36                  | 60.94465(24)        | 0.67(4) s                    | (5/2)-        |                                                     |                                          |
| 62Mn              | 25                  | 37                  | 61.94843(24)        | 671(5) ms                    | (3+)          |                                                     |                                          |
| 62mMn             | 0(150)# keV         | 0(150)# keV         | 0(150)# keV         | 92(13) ms                    | (1+)          |                                                     |                                          |
| 63Mn              | 25                  | 38                  | 62.95024(28)        | 275(4) ms                    | 5/2-#         |                                                     |                                          |
| 64Mn              | 25                  | 39                  | 63.95425(29)        | 88.8(25) ms                  | (1+)          |                                                     |                                          |
| 64mMn             | 135(3) keV          | 135(3) keV          | 135(3) keV          | >100 µs                      |               |                                                     |                                          |
| 65Mn              | 25                  | 40                  | 64.95634(58)        | 92(1) ms                     | 5/2-#         |                                                     |                                          |
| 66Mn              | 25                  | 41                  | 65.96108(43)#       | 64.4(18) ms                  |               |                                                     |                                          |
| 67Mn              | 25                  | 42                  | 66.96414(54)#       | 45(3) ms                     | 5/2-#         |                                                     |                                          |
| 68Mn              | 25                  | 43                  | 67.96930(64)#       | 28(4) ms                     |               |                                                     |                                          |
| 69Mn              | 25                  | 44                  | 68.97284(86)#       | 14(4) ms                     | 5/2-#         |                                                     |                                          |